# Trimetoprim/sulfametoxazol
Trimetoprim/sulfametoxazol (denumit și co-trimoxazol) este un amestec de doi compuși medicamentoși cu acțiune antibiotică (sulfametoxazol, o sulfamidă și trimetoprim, un derivat de diaminopirimidină), fiind utilizat în tratamentul unor infecții bacteriene. Printre acestea se numără: infecții de tract urinar, infecții cu Stafilococ auriu meticilino-rezistent, diareea călătorului, infecții respiratorii, toxoplasmoză, nocardioză și holeră. Căile de administrare disponibile sunt: orală și intravenoasă.
Asocierea a fost comercializată pentru prima dată în anul 1974. Se află pe lista medicamentelor esențiale ale Organizației Mondiale a Sănătății. Este disponibil ca medicament generic.

## Reacții adverse
Efectele secundare comune includ greață, vărsături, erupții cutanate și diaree. Pot apărea ocazional reacții alergice severe și infecții cu Clostridium difficile. Utilizarea acestuia în timpul sarcinii nu este recomandată. Se pare că este sigur în timpul alăptării, atâta timp cât bebelușul este sănătos. Trimetoprim/sulfametoxazolul, în general, duce la moartea bacteriilor. Funcționează prin blocarea sintezei și utilizării de către microorganisme a acidului folic.